# 愤怒的葡萄
《憤怒的葡萄》（英語：The Grapes of Wrath），美國作家約翰·史坦貝克于1939出版的長篇小說，是一部偉大的美國社會紀實文學，這部小說在當年获得「賣得最快，評價最高，爭論最激烈」的评价，一時成為禁書，又被當眾焚毀，最後迫使國會立法，資助農民。
小说获得了美國國家圖書獎，1940年此書獲得普立茲小說獎，作者本人因為另一作品《人鼠之間》在1962年獲得諾貝爾文學獎。
小说以经济大萧条为背景，主要人物是约德一家（Joads）。约德一家因为干旱、经济危机、金融和农业的变革而一贫如洗，被驱逐出奥克拉荷马州。由于当下的窘迫，及受沙尘暴的影响，约德一家走上了去往加利福尼亚的路。与成千上万的“奥克佬”们一样，他们寻找着工作、土地、尊严和未来。
《愤怒的葡萄》因其历史性、重要性而被列入美国高中和大学文学课上的必读书目。1940年，它被好莱坞搬上银屏，影片的主演是亨利·方达、导演是约翰·福特。

## 故事
故事的背景是1933年。德州至加拿大邊境的美國中西部廣大草原地帶，由於受到猛暴風沙侵襲，大片的耕地變成荒蕪。杀人犯汤姆·約德（Tom Joad）从迈克阿勒斯特（McAlester）监狱假释回家。在离家不远的奧克拉荷馬州的萨利萨（Sallisaw），汤姆遇到了儿时玩伴，前牧师吉姆·凯西（Jim Casy），俩人一同上路。
当他们来到汤姆儿时居住的农场时，发现的只是一片废墟。在不安与窘迫中，汤姆和凯西找到了他们的老邻居，穆勒·格雷夫斯（Muley Graves）。穆勒告诉他们，约德一家人都借住在汤姆的叔叔约翰·約德家。穆勒还告诉他们银行依法驱逐了所有的农民，但他拒绝离开。
第二天汤姆和凯西到了约翰叔叔家。汤姆发现他的家人正在在往老式哈德遜汽車牌汽車上装入剩余的家当。庄稼因为沙尘暴颗粒无收，导致家庭还不清债，农场被收回。约德一家在一张传单中得到希望，上面称加州水果丰收，招收采摘工人，工资颇丰。约德一家被广告诱惑，将一切賭在了这张传单上，一家人背井離鄉，坐著一輛老式哈德遜汽車牌汽車，取道國道六十六號公路，向西橫越黃沙滾滾的沙漠，到加州尋找出路。虽然离开奧克拉荷馬会违反假释条例，但汤姆决定冒一次险。凯西也被邀请上路。
在西去的國道六十六號公路上，约德一家发现路上都是和他们一样的流民，为了同样的目的，去往同样的地方。在临时营地里，他们从回来的人那里得到的盡是有關加州的負面消息，不得不深思可能出现的后果。路上，祖父去世，被葬在了地里；祖母也在离加州边境不远的地方撒手人寰，诺亚（Noah，约德家长子)和科尼（约德家怀孕的女儿罗斯·莎伦的丈夫）同约德一家分道扬镳。约德妈挑起家里的大梁。她意识到全家别无选择，只能一直向加州前进，因为奧克拉荷馬那里已经一无所剩了。
当到达目的地时，十三口人只剩下了八口，約德一家居住在貧困骯髒的胡佛村，他们发现挣得体面的工资根本不可能，因为工人太多，也没有什么权益保障。儘管一家人拼命工作，却只能勉强餬口，又遭人排擠。种植园大园主们串通一气，不斷壓低工资，壓榨農民。唯一的希望来自韦德派奇营（Weedpatch Camp），一个干净，资源丰富的重新定居点。新政当局对其进行管理，帮助外来打工人，但是资金和空间仍然稀缺，僧多粥少。作为联邦设施，营地不被加州当局控制，后者持续骚扰、挑逗新移民。
作为对剥削的回应，包括凯西在内的工人们自发组织工会。凯西因为被指控攻击警长而入狱。约德一家在桃子园那里做工，当了工贼，而凯西参与的罢工最终演变为暴力冲突，汤姆·约德目睹了凯西被杀害，一怒之下报复了凶手，自己也因此再次犯罪。约德一家被迫离开桃子园，往棉花地去。汤姆则因为自己下的狠手而身处险境。
汤姆向他母亲告别，并发誓无论他到哪里，都会为被压迫者斗争。罗斯·莎伦的孩子胎死腹中，约德妈却依然坚定，将家人坚强地带出丧亲之痛。下雨的时候，约德一家的住处被淹，他们被迫转移的更高的地方去。

## 人物
- 汤姆·约德 （Tom Joad）–小说主角；约德家的二儿子，从父亲得名。日后，汤姆虽然年纪轻轻，却在家里挑大梁。
- 约德妈 （Ma Joad）– 家庭女族长。 约德妈为人务实、温良，她努力将全家团结在一起。约德妈的名字从未被提起过；有资料称她的娘家名是哈兹丽（Hazlett）。
- 约德爸 （Pa Joad）– 家庭族长，也叫汤姆，年纪50。勤劳的收益分成佃农，顾家的男人。约德爸在失去家当时崩溃，约德妈被迫挑起大梁。
- 約翰·约德伯伯 （Uncle John Joad）– 约德爸的长兄（汤姆将他描述为“一个60岁左右的家伙”，但叙述者之后称他为50岁），因他年轻妻子的去世倍感内疚。妻子想要看医生，约德叔叔却忽视她的要求，认为这不过是肚子疼罢了，结果是阑尾穿孔。倍感自责的约德叔叔在酒精与娼妓之间寻求解脱，又试图通过溺爱孩子来弥补自己的过失：他一旦得了些好东西，就会分给孩子们。
- 吉姆·凯西 （Jim Casy）– 前牧师，与教会成员通奸后丧失信仰，认为宗教不能安慰或解答人民所遇到的问题。他以现实人物艾德·里基茨（Ed Ricketts）为原型，日后成为基督的形象。
- 阿尔·约德 （Al Joad）– 约德家第二小的儿子，是个“16岁大的小精豆子”，只顾着玩车追女孩儿；对汤姆很尊重，但开始自己探索出路。
- 羅絲莎伦·约德·里夫斯 （Rose of Sharon John Rivers）– 仍然很孩子气的18岁姑娘，随着小说的发展逐渐成熟。她帮助饥饿的陌生人象征着她的重生（见《羅馬人的慈悲》，该艺术品根据女儿把自己的乳汁喂给将死的父亲这一传奇创作而成）。在小说开始时，羅絲莎伦怀了孕，婴儿不幸胎死腹中，原因可能是营养不良。她被家人叫做“玫瑰香（Rosasharn）。”
- 科尼·里夫斯 （Connie Rivers）– 羅絲莎伦的丈夫。科尼年轻、天真，对婚姻和做父亲所带来的麻烦压垮。当到达加州后，科尼离弃了羅絲莎伦。小说中称当他与汤姆在加州前第一次见面时，年仅19岁。
- 诺亚·约德 （Noah Joad）– 家中长子，最先自愿离家出走，选择在科罗拉多河畔钓鱼求生。诺亚在出生时曾经受过伤，被描述为“古怪的”，他在学习上可能有些困难。
- 约德爷爷 （Grandpa Joad）– 汤姆的爷爷，他强烈要求留在奥克拉荷马。他的全名是威廉·詹姆士·约德。爷爷在家人对其送服“镇定糖浆”后被架着离开，但于上路的第一天晚上去世。凯西将他的死归因为中风，但是也说爷爷“只是留在了这片土地上。他离不开这里。”
- 约德奶奶 （Grandma Joad）– 约德爷爷的妻子，信奉宗教，但是在丈夫去世时似乎丧失了生存的欲望（在穿越沙漠是去世，可能是因为在途径新墨西哥州和亚利桑那州时过度受热所致）。
- 露丝·约德 （Ruthie Joad）– 最小的女儿，12岁。
- 温菲尔德·约德 （Winfield Joad）– 家里最小的男孩。他和露丝关系亲密。
- 吉姆·罗利 （Jim Rawley）–韦德派奇营的管理员，他出奇地优待约德家。
- 穆勒·格雷夫斯 （Muley Graves）–约德家邻居，他被邀请一同上路，但是最终婉言谢绝了。家里的两条狗留下归他照料，第三只狗与约德家一道上路。然而，后者在约德家停靠加油站时被一辆过路汽车撞倒。
- 艾维与莎莉·威尔逊 （Ivy and Sairy Wilson）– 堪萨斯州当地人，也遇到相似的窘境。帮助打理约德爷爷的后事，并与约德家一道上路，到达加州州界。文中暗示莎莉病重，无法继续旅途。
- 温赖特先生 （Mr. Wainwright）– 为自己16岁的女儿忧心重重，用他的话说就是“长大了”。
- 温赖特夫人 （Mrs. Wainwright）– 她与约德妈一道为玫瑰莎伦接生。
- 阿吉·温赖特 （Aggie Wainwright）– 温赖特家16岁女儿。想与阿尔结婚。阿吉在玫瑰莎伦生产时照顾露丝和温菲尔德。她与其他角色互动不多。她的真实名字是艾格尼丝（Agnes）。
- 弗洛伊德·诺尔斯 （Floyd Knowles）– 胡佛村人，催促汤姆和凯西加入公会。他触怒警方，导致凯西被捕入狱。
- 乔/迈克 （Joy/Mike）– 胡佛村警察，被弗洛伊德击打、被汤姆绊倒、被凯西打昏。他认为凯西没有打他（因为他没有看见），但是凯西自己主动承认。他与另外一人到胡佛村招募摘桃子的工人，并被后者称为乔，但很奇怪的是其它警察称他为迈克。
- 乔治 （George）–桃园警卫。他杀害了凯西，后被汤姆痛击。
- 阿尔 （Al）– 饭店厨师，他叫梅送面包给贫穷的民工。
- 梅 （Mae）– 饭店女服务员，被招呼送面包给民工。她之后以1分钱低价卖给他们两块糖，后来小说提及糖果其实每块价值5分钱。卡车司机在吃午饭时多给了她小费，可能是对她善意的弥补。
- 大比尔 （Big Bill）– 卡车司机，在阿尔和梅工作的餐馆吃饭。他和他的朋友，另一个卡车司机，在离开时多给了小费。

## 剧情发展
|          | 这是开始——从“我”到“我们”。如果你们，这些占有人民所需要的财产的人们，可以理解，那么你们就可以保全自己。如果你们把原因从结果中分离出来，那么你们就可以知道潘恩、马克思、杰弗逊、列宁是结果，而不是原因，这样你们就可以幸存下来。但是你们不知道。由于对财产的占有将你们永远地定格在“我”，所以你们永远地从“我们”中剪除了。 |
| ——第14章 | |

小说由故事“丰收的吉卜赛人”发展而来，“丰收的吉卜赛人”从1936年10月5日到12日在《圣弗朗西斯科报》连载了7期。报纸着重报道了加州中西部农业民工状况。（后被编订出版）

### 書名
斯坦贝克在他 16250 Greenwood Lane 的家中写作，现为加州蒙堤聖利諾。斯坦贝克在为小说命名上一筹莫展。他的妻子卡罗尔·斯坦贝克建议起名“愤怒的葡萄”，结果是这个名字最好。这一题目对应朱莉亞·沃德·豪创作的《共和國戰歌》中的歌词：
我的眼睛已經看見主降臨的大光榮:
祂在踏盡含忿怒的一切不良葡萄種;
祂而抽出祂的怒劍發出雷電聲隆隆:
祂的真理正進行！
这些歌词来自圣经中《启示录》14:19–20 的章节，是最后的审判中神圣审判，摆脱压迫的启示经文。
那天使就把镰刀扔在地上，收取了地上的葡萄，丢在　神忿怒的大酒醡中。那酒醡踹在城外，就有血从酒醡里流出来，高到马的嚼环，远有六百里。
这些描述出现在《愤怒的葡萄》第25章节末尾，讲述了故意销毁食物以维持高物价：
...在饥饿人的眼中，愤怒在燃烧着。在人的灵魂里愤怒的葡萄被装满、已经很重很沉了。
可以看出，小说题目的影像既是剧情发展的重要标志，也是小说主题的升华：从沙尘暴而来的压迫导致工人的极大愤怒，但他们会因团结协作而得到救赎。这点在小说中被暗示，但没有被明写。

## 作者记
当在准备写小说时，斯坦贝克写道：“我想给那些贪婪的杂种贴上羞耻的标签，让他们知道自己要为此（大萧条及其影响）负责。”他说的“将读者的神经逼疯，我已经做到了极致”颇为知名。斯坦贝克同情工人运动、他的文体平易近人，因小说的出版，他获得了许多来自工人阶层的追随者。

## 评论
斯坦贝克学者约翰·提莫曼（John Timmerman）总结了小说的影响：“《愤怒的葡萄》在评论界，大学课堂里讨论最为透彻的20世纪美国文学。”《愤怒的葡萄》被认为是本“伟大的美国小说”
在出版时，斯坦贝克的小说“成为了一个国家现象。它被民众公开查禁，焚毁，并在电台里反复讨论；无论怎样，小说被广泛阅读了。”根据《纽约时报》统计，小说成为1939年畅销书，在1940年2月就有430,000本册子被印刷。
在当月，小说获得了美国国家图书奖，被美国图书协会选为1939年最佳小说奖。小说很快获得了普立茲小說獎。
小说着重描写了穷苦劳动者困苦的生活，以至于许多与斯坦贝克同时代的人对他的社会、政治观点进行攻击。布莱恩·柯德雅克（Bryan Cordyack）写道：“斯坦贝克同时被左右翼政治团体攻击为政治宣传家、社会主义者。来自加州农场联合会的攻击最为凶猛；他们对小说中加州农场主应付民工的态度和手段颇为不满。他们称小说‘充满了谎言’，将它定为‘共产主义的政治宣传’。有的人指责斯坦贝克将营地状况夸张化，以达到政治目的。但斯坦贝克在小说出版之前就考察过营地，并回应他们非人的做法损害了定居者的精神。
1962年，诺贝尔奖委员会称《愤怒的葡萄》是一本著作，也是委员会授予斯坦贝克诺贝尔文学奖的主要原因之一。  《时代》杂志将小说纳入了“时代杂志1923-2005年百强英语小说”名录。2009年，《每日电讯报》将小说纳入了“百部必读”名录中。1998年，现代图书馆将《愤怒的葡萄》排在20世紀百大英文小說榜上第10位。

## 改编作品

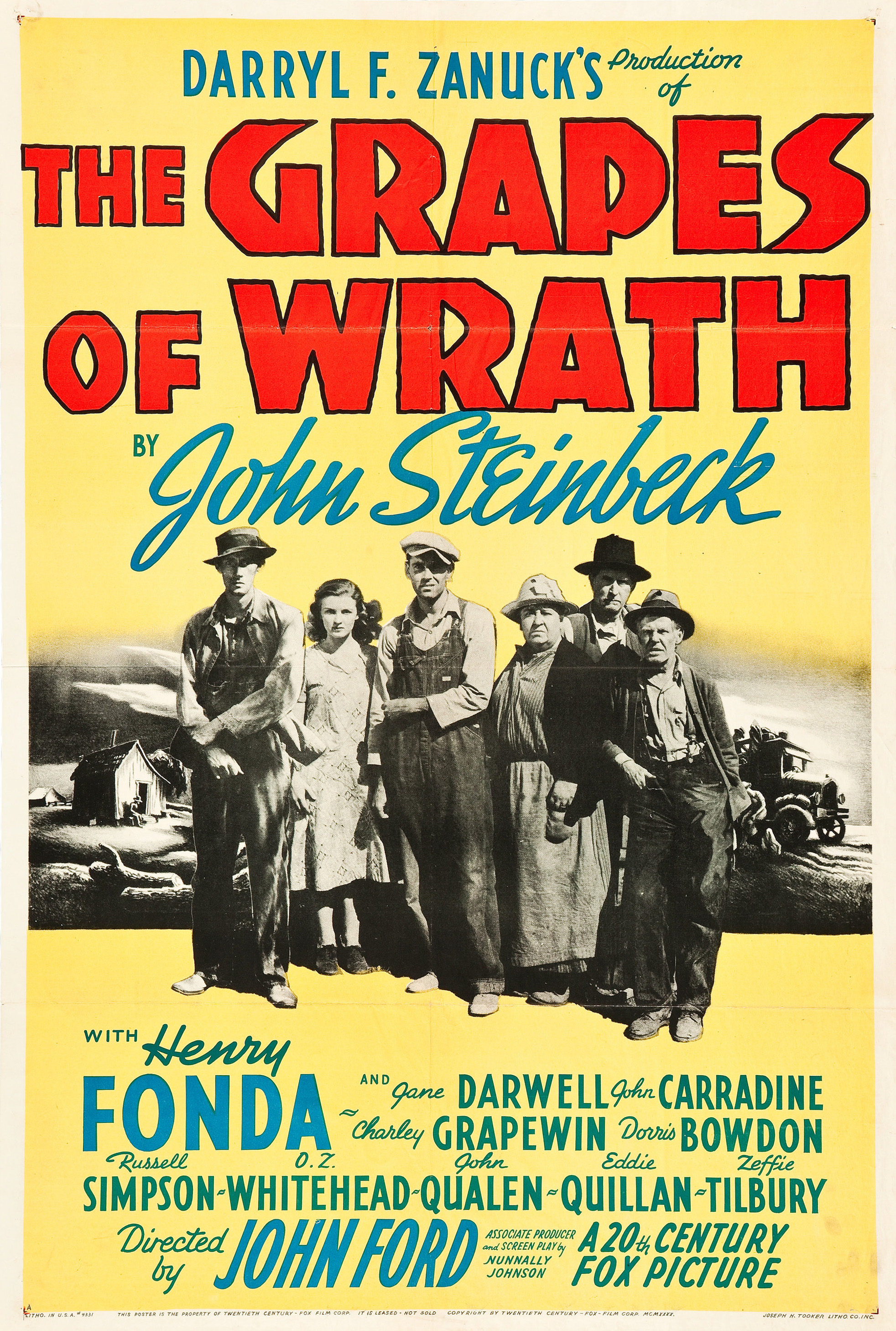
电影海报

1940年上映《憤怒的葡萄》黑白電影。

## 脚注
1. ↑  "1939 Book Awards Given by Critics: Elgin Groseclose's 'Ararat' is Picked as Work Which Failed to Get Due Recognition", The New York Times, February 14, 1940, page 25. ProQuest Historical Newspapers The New York Times (1851–2007).
2. ↑  "Novel" (Winners 1917–1947). The Pulitzer Prizes. Retrieved January 28, 2012.
3. ↑  Osterling, Anders. "Nobel Prize in Literature 1962 – Presentation Speech". Retrieved February 18, 2007.
4. ↑  Emma Kat Richardson (March 23, 2011). "The Grapes of Wrath: The Dust Bowl Revamped". Revue Magazine.
5. ↑   "AP: English Literature". CollegeBoard. Retrieved May 9, 2012.
6. ↑   "The Big Read | The Grapes of Wrath". National Endowment for the Arts. Retrieved May 9, 2012.
7. ↑  
Published by the Simon S. Lubin Society of California as a pamphlet entitled "Their Blood is Strong." Republished 1988 by Heyday as "The Harvest Gypsies: On the Road to the Grapes of Wrath." Source: Cordyack.
8. 1 2 3  Cordyack, Brian. . Graduate School of Library and Information Science, University of Illinois, Urbana-Champaign.   [February 18, 2007]. （原始内容存档于2005年2月24日）.
9. ↑  DeMott, Robert. . Viking Penguin, a Division of Penguin Books USA, Inc. 1992: xviii. ISBN 0-14-018640-9.
10. ↑  .   [2013-06-11]. （原始内容存档于2012-09-29）.
11. ↑  Dana, Gioia. . The Big Read. The National Endowment for the Arts.   [2010-09-22]. （原始内容存档于2011-07-17）. Richard Rodriguez is a famous American writer. In this interview he referred to the Grapes of Wrath as The Great American Novel: "There hasn't been anything like this novel since it was written. And this is the great American novel that everyone keeps waiting for but it has been written now."
12. ↑  Nixon, Rob. . This Month Spotlight. Turner Classic Movies.   [2010-09-22]. （原始内容存档于2013-01-04）. Nixon quotes John Springer, author of The Fondas (Citadel, 1973), a book about Henry Fonda and his role in film version of The Grapes of Wrath: "The Great American Novel made one of the few enduring Great American Motion Pictures."
13. ↑  Lisca, Peter. . Brunswick, NJ: Rutgers University Press. 1958.
14. 1 2  "1939 Book Awards Given by Critics: Elgin Groseclose's 'Ararat' is Picked as Work Which Failed to Get Due Recognition", The New York Times, February 14, 1940, page 25. ProQuest Historical Newspapers The New York Times (1851–2007).
15. ↑  "Novel" （页面存档备份，存于） (Winners 1917–1947). The Pulitzer Prizes. Retrieved January 28, 2012.
16. ↑  Shillinglaw, Susan; Benson, Jackson J. . London: Penguin. February 2, 2002  [2008-12-17]. （原始内容存档于2008-10-11）.
17. ↑  Osterling, Anders. .   [February 18, 2007]. （原始内容存档于2008-04-19）.
18. ↑  . Time. October 16, 2005  [May 25, 2010]. （原始内容存档于2009-05-15）.
19. ↑  . The Daily Telegraph. January 16, 2009  [June 5, 2012]. （原始内容存档于2010-10-29）.